# Razze del Bas-Lag
Questa è una lista delle Razze del Bas-Lag, un mondo immaginario creato dallo scrittore inglese China Miéville, che fa da sfondo ad alcuni dei suoi romanzi, tra cui Perdido Street Station, La città delle navi, e Il treno degli dèi.

## Umani
Gli umani sono la razza dominante a New Crobuzon, e probabilmente in tutto il Bas-Lag. La razza umana del Bas-Lag è identica a quella del mondo reale, con l'eccezione della possibilità dell'uso della magia.

### Rifatti
I Rifatti (Remade) sono essenzialmente esseri umani con il corpo modificato artificialmente. La maggior parte di essi subisce questa condizione come conseguenza del crudele sistema giudiziario newcrobuziano. Piuttosto che mantenere istituti di detenzione, la città di New Crobuzon invia i suoi criminali in speciali fabbriche correzionali, in cui, per mezzo di una particolare arte magica, la  bio-taumaturgia, i loro corpi vengono alterati nei modi più disparati, generalmente decisi dai giudici penali al momento della sentenza. Ad alcuni rifatti vengono impiantati nel corpo complessi macchinari, per poi essere usati come schiavi nei lavori forzati. Ad altri vengono innestati arti od organi biologici, per trasformarli in creature mostruose affini a scherzi della natura, oppure gli vengono eseguite piccole operazioni chirurgiche, secondo una logica affine a quella del contrappasso: ad esempio può essere cucita chirurgicamente la bocca a chi si rifiuta di fornire una confessione.
Esistono infine (benché siano rari) casi di rifacimento volontario, per ottenere determinati scopi o per il semplice piacere di modificare il proprio corpo, come nel caso del gangster Mr. Motley.

## Non-morti e semimorti
Le varie razze di individui non-morti vivono nella misteriosa terra dell'Alto Cromlech. Essi chiamano i viventi i veloci.

### Tanati
I tanati (Thanati) sono la razza dominante tra i non-morti. Sono descritti come "cadaveri con la bocca cucita, con abiti splendidi e la pelle simile a cuoio trattato".

### Zombi
Gli zombi sono individui non-morti di grande lentezza e scarsa intelligenza. Formano la classe proletaria della società dell'Alto Cromlech.

### Vampiri
I vampiri sono esseri dotati di grande forza e velocità, hanno la lingua biforcuta, alcune abilità magiche, e, come tutti i non morti, possono vivere per un tempo indefinito. La loro forza è proporzionale alla quantità di sangue umano che riescono a bere. A New Crobuzon essi vivono in segreto, nascosti tra gli umani che predano di tanto in tanto. Nella città pirata di Armada invece vivono liberamente in uno dei distretti della città, governati da un loro simile particolarmente forte chiamato il Brucolac. In entrambe queste città sono comunque temuti e rispettati. Nell'Alto Cromlech, al contrario, essi formano una sottoclasse di emarginati, sono detti in tono dispregiativo semimorti e si aggirano vestiti di stracci chiedendo la carità per ricevere un po' di sangue in dono dagli umani.
Nel Bas-Lag il vampirismo è causato da un batterio, e la definizione scientifica della malattia è emofagia fotofobica.

## Xeniani
Le altre razze intelligenti che vivono a New Crobuzon sono definite nel loro insieme xeniani (dal greco xenos, diverso). Gli umani hanno con loro un rapporto ambivalente: esiste ad esempio in città un partito dichiaratamente xenofobo, mentre altri cittadini hanno verso di loro un atteggiamento più tollerante. La maggior parte degli xeniani è tuttavia integrata nel tessuto sociale.

### Cactacee
Le cactacee sono una razza di uomini-cactus. Sono in genere parecchio più alti e forti degli esseri umani, ed hanno una pelle verde ricoperta di aculei, sulla quale in primavera spuntano fiori colorati. Il loro sangue è simile a linfa e dormono restando in piedi immobili. Sebbene nascano dal terreno, i loro piccoli vengono allevati come quelli degli altri mammiferi. Le cactacee hanno le loro città, come Shankell e Dreed Samheer, situate nella parte meridionale di Rohagi, ma vivono anche nelle città umane, dove sono in genere impiegati come operai o guardie del corpo, per la loro grande forza e per la grande difficoltà con cui vengono feriti. a New Crobuzon ne esiste una numerosa comunità, nominalmente indipendente. Sempre a causa della loro grande forza e resistenza, sono famosi i combattimenti tra gladiatori-cactus.

### Garuda
I garuda sono un popolo nomade di grandi uomini-uccello. La maggior parte vive nel deserto del Cymek, solcando i cieli di questa vasta area a caccia di prede, che catturano con gli artigli ma anche con l'uso di semplici armi come archi e lance. La loro società è basata su un fiero individualismo e un grande senso del rispetto dell'individualità altrui. Il loro codice di leggi è basato sul principio della libera scelta, e i crimini derivano tutti dal fondamentale crimine di furto della libertà di scelta: ad esempio, l'omicidio è un furto della libertà di scelta di primo grado. A New Crobuzon esiste un piccolo ghetto di garuda, nel quartiere di Schizzo, anche se essi si adattano difficilmente alla società umana.
Il loro nome deriva da quello di una divinità della tradizione induista.

### Khepri
Le khepri (generalmente declinato al femminile) sono una razza di scarafaggi-umanoidi. Le femmine khepri possiedono un corpo simile a quello delle donne umane, ad eccezione della pelle di colore cremisi e della testa, che è sostituita da un grande corpo di coleottero, detto corpo cefalico. La loro fisiologia non è adatta alla produzione di suoni, per cui comunicano tra loro attraverso il movimento delle antenne e l'emissione di mediatori chimici. Con gli umani comunicano attraverso il linguaggio dei segni, oppure scrivendo su foglietti di carta. Le femmine di khepri hanno una cultura molto complessa, incentrata intorno all'arte di produrre sculture tramite l'emissione, dalla parte posteriore del corpo cefalico, di una sostanza malleabile detta bava di khepri, che si indurisce al contatto con l'aria. La produzione di sculture è fortemente ritualizzata e il quartiere newcrobuziano di Kinken è considerato il centro della cultura khepri. 
Al contrario delle femmine, i maschi della specie sono in tutto e per tutto simili ai grossi scarafaggi privi di intelligenza. Essi si arrampicano sulla schiena delle femmine per fecondarne il corpo cefalico. Le femmine non provano alcun piacere in questo e lo considerano semplicemente un dovere sociale. D'altro canto, l'amore omosessuale tra le femmine è piuttosto diffuso e anch'esso fortemente ritualizzato.
Questa razza proviene dal continente di Bered Kai Nev, situato a oriente di New Crobuzon oltre l'Oceano Ingrossato. In seguito a una imprecisata catastrofe naturale, nota come la Razzia, il loro popolo è emigrato in massa verso Rohagi e New Crobuzon, principalmente tra il 1689 e il 1709 Anno Urbis, ma secondo le loro stesse leggende alcune khepri vivrebbero ancora nel loro continente ancestrale.
Il nome deriva da quello di una divinità egizia.

### Vodyanoi
I vodyanoi sono una razza anfibia, che, sebbene possa vivere all'asciutto per brevi periodi, ama l'elemento acquatico. Si tratta di creature in genere tozze e grasse, con muso simile a quello di una rana e mani e piedi palmati. A New Crobuzon essi vivono in genere in prossimità dei fiumi e canali cittadini, e svolgono varie professioni, anche se, essendo ovviamente più a loro agio a contatto con l'acqua, molti di loro lavorano come portuali. Sono inoltre in grado di manipolare l'elemento liquido come se fosse solido, e alcuni di loro sono in grado di creare semplici sculture d'acqua, che tuttavia mantengono la forma per poco tempo. I vodyanoi talvolta stringono un patto con gli spiriti elementali dell'acqua, le Ondine, le quali, mantenendo umida la pelle dell'ospite, gli permenttono di sopravvivere all'asciutto per più tempo. In assenza di questo aiuto, normalmente un vodyanoi può resistere senza bagnarsi per non più di 24 ore. La maggior parte di loro è inoltre a disagio anche a contatto con l'acqua salata.
Nella mitologia slava esiste uno spirito dell'acqua chiamato Vodyanoy.

## Altre razze

### Anofeli
Gli anofeli (Anophelii, al singolare, anofelio) sono una razza di creature-insetto simili a zanzare. Le femmine hanno l'aspetto di donne umane estremamente magre, pallide e dalle ossa contorte, con un paio di grandi ali da zanzara che ne sostengono i movimenti. Dalla bocca possono estrudere una proboscide ossea lunga mezzo metro, che conficcano nel corpo delle loro prede per succhiarne avidamente il sangue. Esse sono sempre assetate di sangue ed estremamente pericolose, tranne che subito dopo essersi saziate, unico momento in cui si mostrano razionali e altrettanto intelligenti quanto la loro controparte maschile. Nel resto del tempo sono invece preda della loro fame atavica, e pronte ad attaccare e dissanguare qualunque creatura che abbia sangue nelle vene. I maschi anofeli appaiono come piccoli uomini, simili alle femmine, a parte il fatto che al posto della proboscide hanno un piccolo sfintere simile ad un ano, grazie al quale si cibano del nettare dei fiori. A causa del differente sistema di alimentazione, i maschi della specie sono individui miti, interessati alla speculazione e alla cultura, e sono completamente succubi delle più aggressive femmine.
Gli anofeli, al tempo de La città delle navi, vivono confinati su una piccola isola situata a sud di Gnurr Kett, nella zona tropicale dell'Oceano Ingrossato. Gli unici ad aver rapporti commerciali con loro sono i marinai Samheri, un popolo di razza cactacea, che, non avendo sangue ma linfa nelle vene, non corrono il pericolo di essere attaccati. I Samheri riforniscono periodicamente di bestiame le femmine anofeli, commerciano con i maschi e allo stesso tempo sorvegliano la quarantena permanente che gli altri stati del Bas-Lag hanno imposto all'isola, per limitare la pericolosità delle sue fameliche abitatrici. In un tempo passato però gli anofeli diedero vita al Regno Malarico delle Regine, un potente e sanguinario regime matriarcale che si estendeva su gran parte del mondo conosciuto.

### Crostaggiosi
I crostaggiosi (Scabmettlers) sono creature simili agli umani, tarchiati e dalla pelle grigia. Il loro sangue ha la particolarità di coagularsi immediatamente al contatto con l'aria, e di trasformarsi in una corazza protettiva estremamente spessa e solida.
Una colonia di crostaggiosi vive nel distretto di Shaddler, ad Armada, dove praticano una particolare arte marziale, detta Mortu Crutt, in cui i contendenti si feriscono prima dello scontro e, con l'aiuto di un infuso che rallenta la coagulazione del sangue, scolpiscono le loro armature naturali con complesse decorazioni rituali.

### Delfini
Nel Bas-Lag i delfini sono apparentemente simili alla loro controparte del mondo reale, ma sensibilmente più intelligenti. Uno di loro, Bastardo John, ricopre il ruolo di responsabile della sicurezza di Armada.

### Demoni
I demoni, collettivamente detti anche Stirpe Infernale, sono creature intelligenti che abitano l'inferno del Bas-Lag, situato in una sorta di universo parallelo che può essere contattato soltanto con l'aiuto di un'apposita arte magica, la necromanzia. Nonostante questo, i demoni mantengono un ambasciatore a New Crobuzon e sono in rapporti d'affari con il governo cittadino. La loro attività principale sembra essere quella di cercare di corrompere le anime dei vivi, per convincerle a trasferirsi all'Inferno dopo la morte.

### Dragomini
La razza dei dragomini (Wyrmen) è costituita da creature volanti semi-intelligenti simili ai gargoyle. Sono alti circa 30 centimetri, con la pelle rosso brillante e piccole ali da pipistrello. Sulla terra camminano con gli arti anteriori, e usano quelli posteriori come mani. La loro capacità di linguaggio è limitata, e i loro stessi nomi sembrano un'accozzaglia di parole del linguaggio umano combinate casualmente. Il loro comportamento è spesso volgare e irritante, e ridono per qualunque sciocchezza. A New Crobuzon sono talvolta impiegati dalle razze più intelligenti per piccole commissioni o missioni di ricognizione.

### Gessin
Un singolo esemplare di questa razza è citato ne Il treno degli dèi, dove lavora come cacciatore di taglie. Non si conosce il suo aspetto fisico, a parte le sue enormi dimensioni.

### Ghul
I ghul sono una delle razze che vivono nelle fogne di New Crobuzon, da cui emergono di tanto in tanto per razziare e terrorizzare gli abitanti di superficie. Uno dei distretti della città di Armada è invece infestata da ghoul, che non sembrano però avere alcuna relazione con i ghul di New Crobuzon, e sono invece creature non-morte del tutto simili agli omonimi spiriti presenti nel folclore arabo.

### Grindylow
I grindylow sono una razza di crudeli, pericolosi e potenti uomini-pesce. Il loro aspetto è simile a quello di un'enorme vipera di mare, con mani e piedi umani. Essi vivono prevalentemente all'estremità orientale del Mar di Chela Fredda, ma possono adattarsi anche a vivere nelle acque dolci o fuori dall'acqua. Possono comunicare telepaticamente tra loro e con le altre creature marine, come gli omari e le balene. Sono inoltre in grado di padroneggiare una potente magia sciamanica, che causerebbe invece gravi deformazioni fisiche se usata da un essere umano.
I grindylow descritti da Miéville ricordano gli abitatori del profondo dei Miti di Cthulhu, anche se il loro nome deriva da quello di una creatura del folklore dell'Inghilterra settentrionale.

### Hotchi
Gli hotchi sono raffigurati come uomini-riccio, che cavalcano galli giganti e scavano tane sotterranee nella foresta di Boscogrezzo, a sud di New Crobuzon.
Queste creature sono probabilmente ispirate alla fiaba del folklore germanico Gian Porcospino (Hans mein Igel in tedesco), resa nota dai Fratelli Grimm, in cui il protagonista è proprio un porcospino che cavalca un gallo gigante.

### Lancialunga
I lancialunga (Stiltspear) sono una razza pacifica che vive in palafitte nelle Terre Umide a sud di New Crobuzon. Sono quadrupedi con ali da insetto e grandi mani a forma di ventaglio che, se chiuse, diventano simili a punte di lancia e vengono usate per cacciare, prevalentemente caimani e anaconde. Questi esseri sono particolarmente agili e si muovono a loro agio nelle zone paludose. Hanno inoltre alcune abilità magiche: producono taumaturgoni da apposite ghiandole, grazie ai quali possono mimetizzarsi e sono abili nella somaturgia e nella golemanzia.
Al tempo de Il treno degli dei, la costruzione della ferrovia transcontinentale attraverso le loro terre ne ha ridotto il numero fin quasi all'estinzione.

### Llorgiss
I llorgiss sono creature non descritte nei dettagli, ma appaiono come una delle razze più bizzarre create da Mièville: essi hanno un corpo a forma di barile, capace di contenere liquore, e una curiosa simmetria trilaterale, con tre braccia e tre gambe. In Perdido Street Station viene descritto un senzatetto llorgiss che vive a New Crobuzon, nelle vicinanze della Serra, mentre ne Il treno degli dèi si parla di un soldato appartenente a questa razza, armato di tre coltelli.
Il nome potrebbe derivare da Lloigor, uno dei Grandi Antichi dei Miti di Cthulhu, raffigurato come un essere mostruoso con molti tentacoli.

### Maneggiatrici
Le maneggiatrici (Handlingers) sono misteriosi e potenti esseri che agiscono come parassiti. Hanno la forma di una mano umana, con una coda di 30 centimetri attaccata in corrispondenza del polso. Tipicamente si attaccano al corpo di un'altra creatura senziente (o di un animale), e prendono il controllo della sua volontà e delle sue azioni. Le maneggiatrici sono di due tipi: le destre, che costituiscono la casta guerriera, e le sinistre, che sono invece la casta dei nobili e hanno in genere il comando. Le maneggiatrici sono inoltre in grado di conferire alla creatura ospite alcune abilità soprannaturali, come il volo e la capacità di sputare fuoco. Il processo di possessione è irreversibile, e una volta abbandonato, il corpo ospite rimane in uno stato di incoscienza.

### Omari
Gli omari (Cray) sono una razza acquatica di uomini-crostacei. Il loro aspetto ricorda quello di un normale essere umano (ad eccezione della presenza di branchie dietro alle orecchie) dalla cintola in su, mentre assomigliano ad una grossa aragosta dalla cintola in giù. Questa razza vive preferibilmente nelle profondità marine, in cui si sposta nuotando o montando dei calamari addomesticati. Nel Bas-Lag gli omari hanno una loro repubblica, Salkrikaltor, situata prevalentemente al di sotto del livello marino nell'Oceano Ingrossato. La loro capitale, Salkrikaltor City, ha una dimensione paragonabile a quella di New Crobuzon.

### Omopollici
Gli omopollici (Inchmen) sono una razza di creature non senzienti che vivono nella regione nota come Macchia Cacotopica, e si sospetta che siano il risultato di una mutazione dovuta agli effetti della potente forza magica della Coppia. Hanno torace, testa e braccia umanoidi, mentre assomigliano a grossi bruchi nella parte inferiore del corpo. Anche la bocca ricorda quella dei bruchi, con potenti mascelle piene di denti. Sono predatori implacabili e talvolta cannibali. Si muovono spostando prima la parte posteriore del corpo e poi quella anteriore, con l'andatura tipica dei bruchi geometri.
Il nome deriva da quello delle larve delle farfalle Geometridae, in inglese inchworm (lett. vermi-pollici o, in italiano, misurini).

### Pesciomini
I pesciomini (Menfish) sono una razza acquatica che popola uno dei distretti della città galleggiante di Armada, anche se in realtà passano la maggior parte del tempo al di sotto di essa. Sono descritti come simili a tritoni.

### Tessitori
I tessitori (Weavers) sono grandi esseri simili a ragni, che considerano la vita nel Bas-Lag come un'opera d'arte in corso. Usano i loro considerevoli poteri per interferire con gli eventi secondo il loro senso estetico individuale. Parlano in un flusso sconnesso e balbettante simile a una poesia, e sono totalmente imprevedibili.

### Trow
I trow, detti anche trogloditi, sono una razza di abitatori delle caverne. A New Crobuzon vivono nelle fogne e nei cunicoli sotto la città, ma nel Bas-Lag esiste quella che appare come una loro città, di nome Troglodopoli. Il nome deriva da quello usato nel folclore scozzese per indicare i troll, e ricorda quello dei drow, uno dei popoli del gioco di ruolo Dungeons and Dragons.